# 洛里什
洛里什（Loures）是葡萄牙的一座城市。位於葡萄牙首都里斯本的郊區。面積33平方公里。洛里什有人口66,231人。其歷史可追溯至羅馬時期。摩爾人也曾統治過這裡。